# 泉水谷龙属
泉水谷龙（属名：Pantydraco，其中“panty-”为“Pant-y-ffynnon”之缩写，在威尔士语中意为“有泉水的山谷”，指南威尔士邦维尔斯顿发现该恐龙的采石场）是原始蜥脚形亚目恐龙的一个属，生存于晚三叠世的英国（威尔士）。该属是根据最初归入槽齿龙的部分幼龙骨骼所命名。唯一鉴别出的有效种是坠落泉水谷龙（P. caducus）。

## 描述

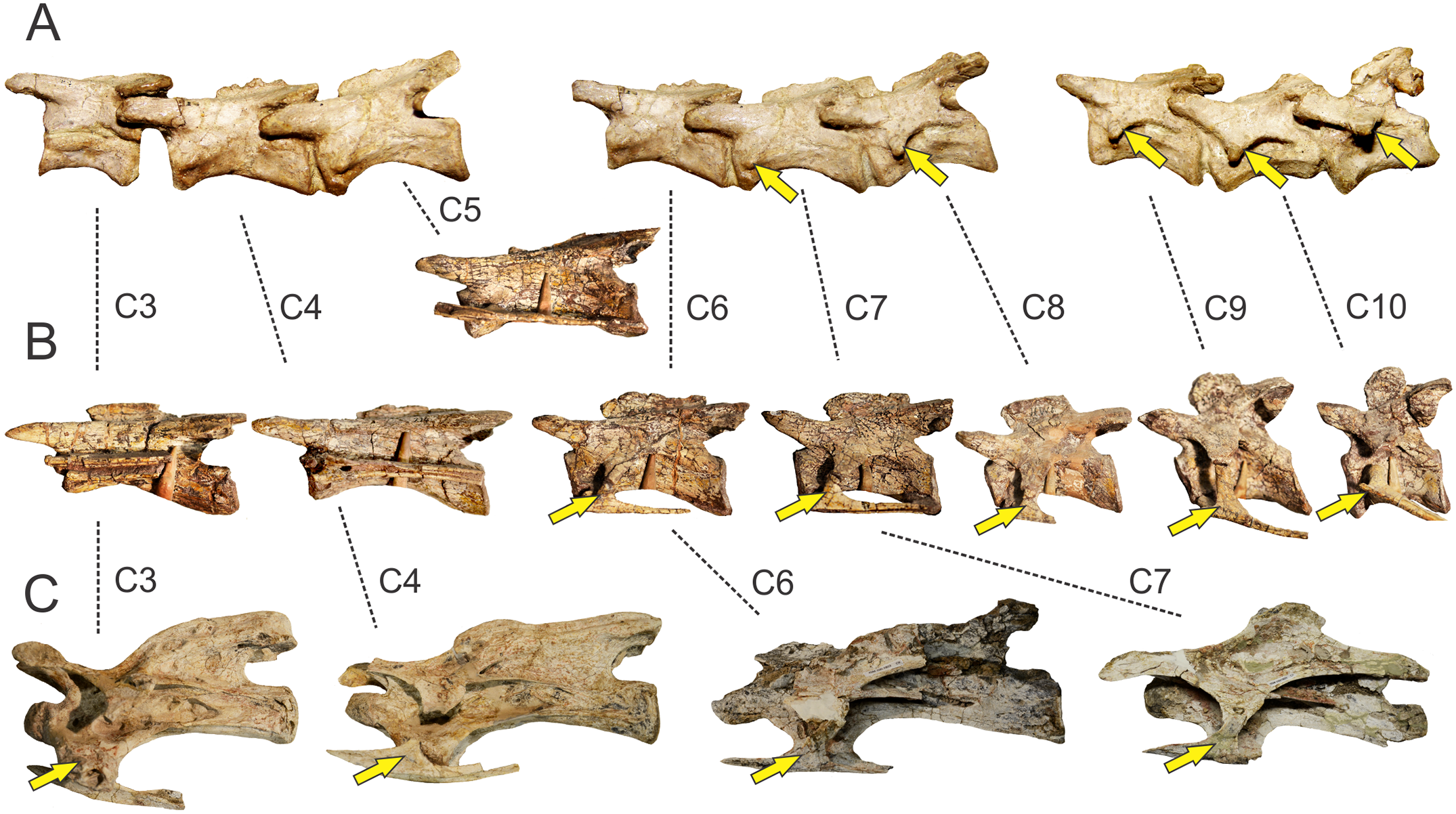
三种蜥脚形亚目泉水谷龙（A）、板龙（B）及长生天龙（C）的颈椎

泉水谷龙体型中等。该生物有一条从髋关节向后逐渐变窄的长尾巴，还有尖锐的头部及强壮的双颚。该恐龙前肢适合抓取东西，后肢则用于支撑其体重。其重心位于骨盆附近，表明该生物双足行走。前肢短于后肢，手部仅有三指可用，第四指退化。手上有发育良好的爪子。估计这具幼龙化石高约0.7至1（2英尺4英寸至3英尺3英寸），据信成体长约three（9英尺10英寸）。这种恐龙平均成体体重的估计值约为50（110英磅），因此该生物身形相当纤细。牙齿同样发育良好。

## 发现与命名
2003年，亚当·耶茨（Adam Yates）将标本BMNH P 24命名为新种坠落槽齿龙（Thecodontosaurus caducus），其中包括科马克与罗宾森1952年发现的的一个颅骨、部分颌骨、颈椎、不完整的骨盆右部及部分四肢骨骼，均属于一只未成年蜥脚形亚目。该材料自1983年以来便以“槽齿龙”的身份出现在科学文献上，然而，对原始蜥脚形亚目（又称原蜥脚类）进化关系及特征理解的转变使彼得·加尔东、耶茨及科马克选择为坠落槽齿龙独立建属。该属是以发现化石的泉水谷采石场命名。
属名Pantydraco组合泉水谷采石场（Pant-y-Ffynnon Quarry）的缩写“pant”及拉丁语中的龙或龙形生物“draco”；泉水谷采石场位于南威尔士格拉摩根山谷考布里奇附近两条河流之间的山脚下，因此得名。其中的“y”在威尔士语中意为“……的”，因此属名在语法上略有错误。种加词caducus在拉丁语中意为“坠落”，指该个体掉进裂隙填充物（采石场）并死在那里的假设。

## 古生物学
据称泉水谷龙最有可能是种杂食性动物，处于蜥脚形亚目谱系从肉食性转为植食性的过渡地带。泉水谷龙疑似双足步行生物。

## 古生态学
泉水谷地区在三叠纪期间是典型的湿地。该地区由河流沉积的冲积粉砂岩及砂岩和石灰岩组成，气候从干旱到半湿润不等。